# Donezan

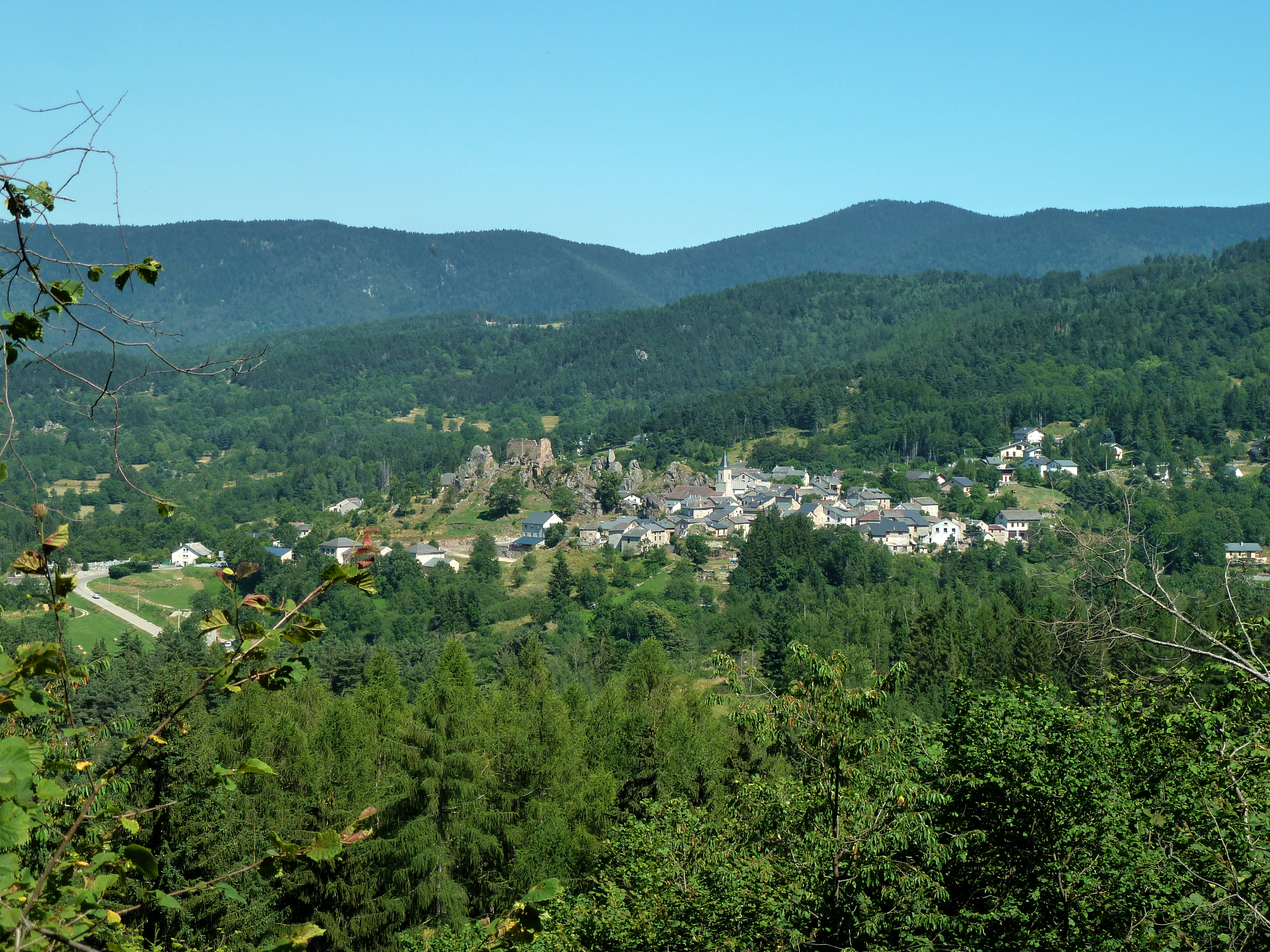
Quérigut und Umgebung

Das etwa 40 Quadratkilometer große Donezan (okzitanisch: Donasan) ist eine kleine Bergregion mit sieben Gemeinden und insgesamt etwa 500 Einwohnern (Stand 2012) in den französischen Pyrenäen.

## Lage
Das von Bergen umschlossene Donezan liegt oberhalb des oberen Aude-Tals im äußersten Osten des Départements Ariège. Die sieben Orte Artigues, Carcanières, Le Pla, Le Puch, Mijanès, Quérigut und Rouze liegen allesamt in Höhen von etwa 900 bis 1200 Metern; die umgebenden Berge erreichen Höhen bis zu 2500 Meter. Im Donezan gibt es mehrere kleine Bergseen (z. B. Étang de Quérigut und Étang de Laurenti).

## Wirtschaft
Für den Getreideanbau ist die hochgelegene Region insgesamt eher ungeeignet und so spielt die Viehwirtschaft (Milch, Käse, Fleisch) traditionell die wichtigste Rolle in den Gemeinden des Donezan; auch die Forstwirtschaft ist von Bedeutung. Seit den 1970er Jahren ist der Sommer- und Wintertourismus als Einnahmequelle der hier ansässigen Bevölkerung hinzugekommen.

## Geschichte
Im 9. Jahrhundert gehörte das Hochtal zur Grafschaft Razès; im Jahr 972 kam es zur Grafschaft Cerdanya und im Jahr 1118 zur Grafschaft Barcelona. Im Jahr 1208 übereignete Peter II., der König von Aragón das Gebiet an seine Vasallen, die Grafen von Foix. Im 14. Jahrhundert war es zeitweise quasi unabhängig; der französische König Heinrich IV. betrachtete es im ausgehenden 16. Jahrhundert als zu seinem Besitz gehörig und schloss es nach seiner Thronbesteigung der Krone Frankreichs an, doch blieb es bis zum Pyrenäenfrieden (1659) zwischen Spanien und Frankreich umstritten.
2008 begann in Donezan die Errichtung der Abtei Unserer Lieben Frau von Donezan, die von Benediktinermönchen bewohnt und bewirtschaftet wird.

## Sehenswürdigkeiten
Abgesehen von seiner reizvollen Landschaft bietet das Donezan zwei mittelalterliche Burgruinen – das Château de Quérigut und das Château d’Usson.